# New Perlican
New Perlican is een gemeente (town) in de Canadese provincie Newfoundland en Labrador. De gemeente ligt aan de westkust van het schiereiland Bay de Verde in het zuidoosten van het eiland Newfoundland. New Perlican ligt aan Trinity Bay.

## Geschiedenis
In 1971 werd het dorp een gemeente met het statuut van local improvement district (LID). In 1980 werden LID's op basis van The Municipalities Act als bestuursvorm afgeschaft, waarop de gemeente automatisch een town werd.

## Demografie
New Perlican is met 200 inwoners een van de kleinste gemeenten van het schiereiland Bay de Verde. Net zoals de meeste kleine dorpen op Newfoundland is ook in New Perlican de bevolkingsomvang aan het krimpen. Tussen 1991 en 2021 daalde de bevolkingsomvang van 281 naar 200. Dat komt neer op een daling van 81 inwoners (-28,8%) in dertig jaar tijd.
| Demografische ontwikkeling van New Perlican tussen 1991 en 2021 |
| --------------------------------------------------------------- |
|                                                                 |
| Bron: Statistics Canada (1991–1996, 2001–2006, 2011–2016, 2021) |

## Galerij

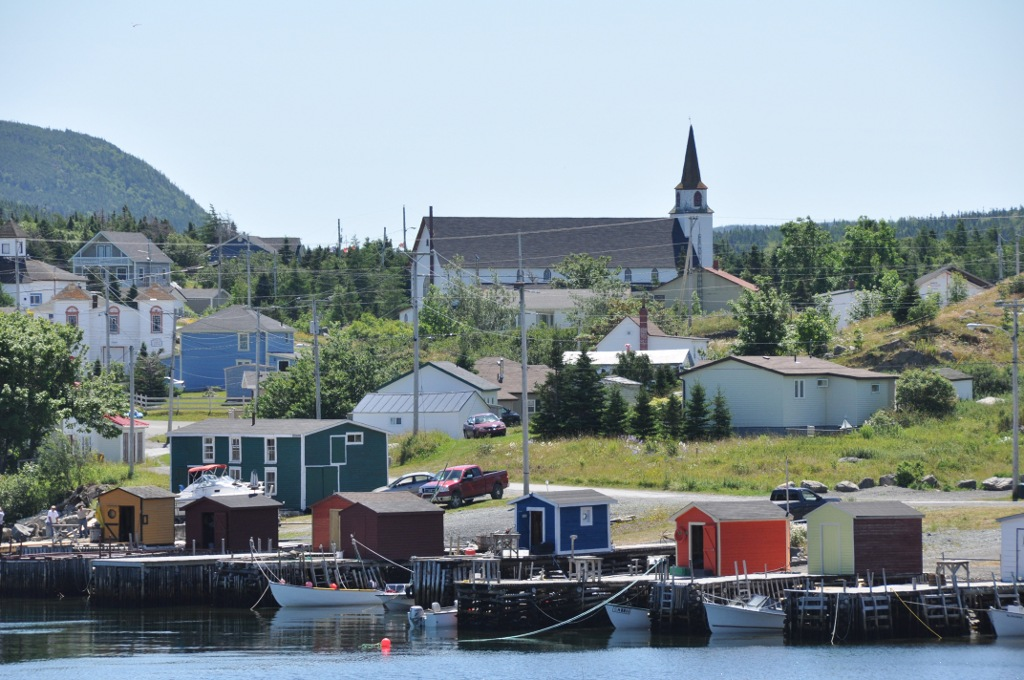
Zicht op het historische centrum van New Perlican
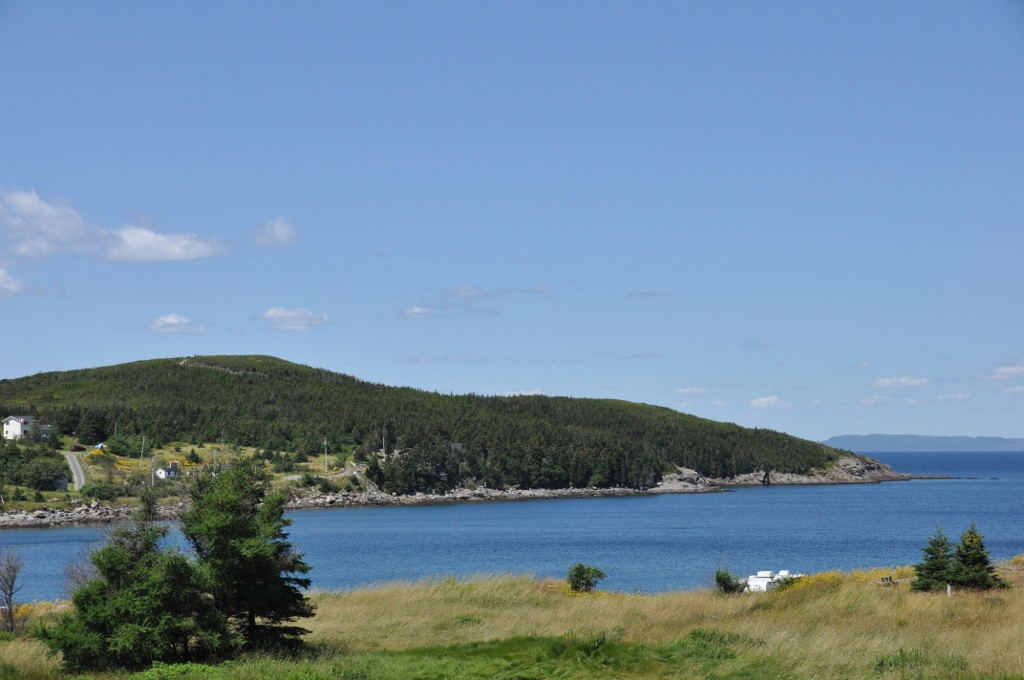
Het schiereiland "Peter's Finger" aan de rand van het dorp